# ازدهار (اسم)
ازْدِهَار هو اسم علم مؤنث من أصل عربي، ومعناه هو الإشراق والتقدم.